# 에밀리아 폭스
에밀리아 폭스(Emilia Fox, 1974년 7월 31일 ~ )는 잉글랜드의 배우이다.

## 출연 작품
- 피아니스트
- 호랑이와 눈
- 캐쉬백 (2006)